# Philippinische Badmintonmeisterschaft 2008
Die Philippinische Badmintonmeisterschaft 2008 fand vom 22. bis zum 30. November 2008 in Los Baños statt. 

## Sieger und Platzierte
| Disziplin    | Gold                                | Silber                                      | Bronze                                |
| ------------ | ----------------------------------- | ------------------------------------------- | ------------------------------------- |
| Herreneinzel | Antonino Benjamin Gadi              | Ian Gil Piencenaves                         | Kelvin Tim Ang                        |
| Herreneinzel | Antonino Benjamin Gadi              | Ian Gil Piencenaves                         | Jobett Co                             |
| Dameneinzel  | Gelita Castilo                      | Malvinne Ann Venice Alcala                  | Rose Ann Dela Cruz                    |
| Dameneinzel  | Gelita Castilo                      | Malvinne Ann Venice Alcala                  | Karyn Velez                           |
| Herrendoppel | Ian Gil Piencenaves Marlon Villarin | Arolas Amahit Mark Alvin Natividad          | Wilson Frias Jaime Junio jr.          |
| Herrendoppel | Ian Gil Piencenaves Marlon Villarin | Arolas Amahit Mark Alvin Natividad          | Joffre Arollado Cliff Marvin Yan      |
| Damendoppel  | Kennie Asuncion Karyn Velez         | Malvinne Ann Venice Alcala Gelita Castilo   | Francesca Bermejo Chona Rivera        |
| Damendoppel  | Kennie Asuncion Karyn Velez         | Malvinne Ann Venice Alcala Gelita Castilo   | Diosan Abangan Rochelle Reyes         |
| Mixed        | Kennie Asuncion Kennevic Asuncion   | Malvinne Ann Venice Alcala Ronel Estanislao | Noelle Casandra Ang-Siy Arolas Amahit |
| Mixed        | Kennie Asuncion Kennevic Asuncion   | Malvinne Ann Venice Alcala Ronel Estanislao | Francesca Bermejo Rodel Bartolome     |